# 1-й проезд Перова Поля
Пе́рвый прое́зд Перо́ва По́ля — проезд, расположенный в Восточном административном округе города Москвы на территории района Перово.

## История
Проезд был образован и получил своё название 8 мая 1950 года при застройке полей, прилегавших к бывшему подмосковному городу Перово, в 1960 году вошедшему в состав Москвы.

## Расположение
1-й проезд Перова Поля проходит от 2-го проезда Перова Поля на юго-восток до Зелёного проспекта. Нумерация домов начинается от 2-го проезда Перова Поля.

## Примечательные здания и сооружения
По нечётной стороне:
По чётной стороне: Центральный Научно-Исследовательский Институт Связи (д.8)

## Транспорт

### Наземный транспорт
По 1-му проезду Перова Поля не проходят маршруты наземного общественного транспорта. У юго-восточного конца проезда, на Зелёном проспекте, расположена остановка «1-й проезд Перова Поля» автобусов т77, 131.

### Метро
- Станция метро «Перово» Калининской линии — восточнее проезда, на Зелёном проспекте